# Prisons en Corée du Nord
Les prisons en Corée du Nord possèdent des conditions insalubres, potentiellement mortelles et comparables aux camps de concentration. Un nombre important de prisonniers meurent chaque année,,,, en raison notamment de la torture et des traitements inhumains auxquels ils sont soumis. Les exécutions publiques et secrètes de prisonniers, même d'enfants, sont monnaie courante, surtout en cas de tentative d'évasion. Des infanticides (et meurtres de nourrissons à la naissance) se produisent souvent. Le taux de mortalité est exceptionnellement élevé, car de nombreux prisonniers meurent de faim, de maladie, de torture ou à la suite d'accidents lors des travaux forcés.
Au plus fort de la famine nord-coréenne, la réponse du gouvernement est de mettre en place de nombreux camps de travail pour ceux qui sont surpris en train de traverser la frontière nord-coréenne-chinoise ou qui sont rapatriés de Chine. Ces installations sont également utilisées en réponse au marché noir qui pousse les gens à chercher de la nourriture dans toute la campagne.
En 2004, ces installations de "formation par le travail" deviennent une forme régulière de sanction dans le cadre des nouvelles réformes du code pénal qui incluent une liste de délits économiques et sociaux. Cette liste augmente en 2007 avec l'augmentation des peines correspondantes.
Le gouvernement nord coréen nie toutes les allégations de violations des droits de l'homme dans les camps de prisonniers, affirmant que cela est interdit par la loi sur la procédure pénale, mais d'anciens prisonniers témoignent qu'il y a des règles complètement différentes dans les camps de prisonniers. Le Corée du Nord ne publie aucune information sur les prisonniers ou les camps de prisonniers et n'autorise l'accès à aucune organisation de défense des droits de l'homme. Selon un transfuge nord-coréen, le pays a envisagé d'inviter une délégation de la Commission des droits de l'homme de l'ONU à visiter le camp de prisonniers de Yodok en 1996.
Lee Soon-ok livre un témoignage détaillé sur son traitement dans le système pénitentiaire nord-coréen à la commission judiciaire du Sénat des États-Unis en 2002. Dans sa déclaration, elle déclare: "Je témoigne que la plupart des 6 000 prisonniers qui étaient là quand je suis arrivée en 1987 ont péri dans de dures conditions de détention au moment où j'ai été libéré en 1992". De nombreux autres anciens prisonniers, dont Kang Chol-hwan (en) et Shin Dong-hyuk, livrent des témoignages détaillés et cohérents sur les crimes contre les droits de l'homme dans les camps de prisonniers nord-coréens.
Selon le témoignage de l'ancien gardien Ahn Myong-chol du centre de rétention n° 22, les gardiens sont entraînés à traiter les détenus comme des sous-hommes. Il raconte que des enfants d'un camp se battaient pour du maïs extrait de la bouse de vache.
Les camps de prisonniers nord-coréens sont de deux types : les grands camps d'internement pour prisonniers politiques et les camps de rééducation.

## Camps d'internement pour prisonniers politiques
Les camps d'internement pour les personnes accusées de délits politiques ou dénoncées comme politiquement non fiables sont gérés par le ministère de la sécurité de l'État. Les rapports des réfugiés indiquent également que toute activité religieuse est considérée comme illégale; les contrevenants sont souvent arrêtés et envoyés dans des camps de prisonniers politiques. Des réfugiés signalent des arrestations et des disparitions à la suite de la possession de bibles. Les prisonniers politiques sont historiquement soumis au principe de la responsabilité familiale, selon lequel les membres de la famille immédiate d'un criminel politique condamné sont également considérés comme des criminels politiques et internés. Cependant, depuis 1994, on assiste à un quasi-abandon de ce principe de responsabilité familiale,.
Il est estimé qu'un quart de million de personnes sont prisonniers politiques, dont un tiers sont des enfants. Ils sont régulièrement contraints au travail forcé, torturés et violés. Selon les images satellite ainsi que les témoignages de transfuges, y compris ceux de gardiens de prison, ces violations des droits humains se poursuivent sans relâche.
Selon d'anciens gardes qui ont quitté la Corée du Nord, ils ont reçu l'ordre de tuer tous les prisonniers politiques en cas d'effondrement du régime de la famille Kim ou d'une autre crise en Corée du Nord. Le meurtre immédiat d'environ 120 000 prisonniers politiques nord-coréens serait un génocide.
Selon le principe "culpabilité par association" du régime nord-coréen, trois générations de membres de la famille liés au membre accusé peuvent également être envoyés dans le même camp de prisonniers politiques.
Les camps d'internement sont situés dans le centre et le nord-est de la Corée du Nord. Ils comprennent de nombreuses colonies de travail pénitentiaire dans des vallées montagneuses complètement isolées du monde extérieur. Le nombre total de prisonniers est estimé entre 150 000 et 200 000. Le camp de Yodok et le camp de Pukchang (en) sont séparés en deux sections : une section pour les prisonniers politiques en détention à vie, une autre partie similaire aux camps de rééducation avec des prisonniers condamnés à de longues peines d'emprisonnement de 5 à 20 ans.
Les prisonniers sont contraints d'effectuer un travail d'esclave dur et dangereux avec des moyens primitifs dans l'exploitation minière et l'agriculture. Les rations alimentaires sont très réduites, les prisonniers sont ainsi constamment au bord de la famine. En combinaison avec le travail acharné, cela entraîne la mort d'un grand nombre de prisonniers. Il est estime que 40 % des prisonniers meurent de malnutrition.
De plus, de nombreux prisonniers sont mutilés à la suite d'accidents lors des travaux forcés, d'engelures ou de tortures. Il y a un régime de punition rigide dans les camps. Les prisonniers qui travaillent trop lentement ou n'obéissent pas à un ordre sont battus ou torturés. En cas de vol de nourriture ou de tentative d'évasion, les prisonniers sont publiquement exécutés.
Au départ, il y a environ douze camps de prisonniers politiques, mais certains ont été fusionnés ou fermés. En 2009, il y reste six camps de prisonniers politiques en Corée du Nord, dont la taille est déterminée à partir d'images satellites et le nombre de prisonniers estimé par les anciens prisonniers et les ONG,. La plupart des camps sont documentés dans les témoignages d'anciens prisonniers et, pour tous, des coordonnées et des images satellites sont disponibles.

### Rapatriement
Au plus fort de la famine, du milieu à la fin des années 1990, des milliers de nord-coréens traversent la frontière chinoise à la recherche de nourriture ou d'emplois pour subvenir aux besoins de leurs familles restées au pays. Le gouvernement chinois rapatrie ces réfugiés en Corée du Nord. La police des frontières nord-coréenne torture souvent les personnes rapatriées de force, bien que le gouvernement de l'époque déclare que les citoyens rapatriés sont traités équitablement. S'il est déterminé que ceux qui ont fui vers la Chine ont eu des contacts avec des sud-coréens ou des organisations chrétiennes protestantes, ils sont envoyés dans des colonies de travail ou des gyohwaso (pénitenciers de niveau criminel).

### Camps
| Camp de prisonniers politiques                  | Nom officiel    | Lieu                            | Prisonniers | Observations                                                                              | Statut                                                                                       |
| Camp de prisonniers politiques d'Onsong         | Kwan-li-so N°12 | Onsong, Hamgyŏng du Nord        | 15000       | Site d'une émeute de prisonniers où 5 000 prisonniers se sont révoltés, tous ont été tués | Fermé depuis 1989                                                                            |
| Camp de prisonniers politiques de Kaechon       | Kwan-li-so N°14 | Kaech'ŏn, Pyongan du Sud        | 15000       | Témoignage de Shin Dong-hyuk                                                              | Actuellement ouvert et peut-être en cours d'agrandissement                                   |
| Camp de prisonniers politiques de Yodok         | Kwan-li-so N°15 | Yodok, Hamgyŏng du Sud          | 50000       | Témoignage de Kang Chol-hwan (en)                                                         | Fermé depuis 2014                                                                            |
| Camp de prisonniers politiques de Hwasong       | Kwan-li-so N°16 | Myŏnggan (en), Hamgyŏng du Nord | 20000       |                                                                                           | Ouvert                                                                                       |
| Camp de prisonniers politiques de Pukchang (en) | Kwan-li-so N°18 | Pukchang, Pyongan du Sud        | 30000       | Témoignage de Kim Yong                                                                    | Soit rouvert avec un nouveau périmètre de sécurité, soit désormais fusionné avec le camp 14. |
| Camp de prisonniers politiques de Hoeryong      | Kwan-li-so N°22 | Hoeryŏng, Hamgyŏng du Nord      | 50000       | Témoignage d'Ahn Myong-chol                                                               | Fermé depuis 2012                                                                            |
| Camp de prisonniers politiques de Chongjin      | Kwan-li-so N°25 | Ch'ŏngjin, Hamgyŏng du Nord     | 5000        | Jin Gyeong-suk (en) enlevé en Chine aurait été emmené au camp 25.                         | Ouvert                                                                                       |

### Récits
Le journaliste sud-coréen Kang Chol-hwan (en) est un ancien prisonnier du camp de prisonniers politiques de Yodok. Il a écrit un livre, Les aquariums de Pyongyang (en), sur son séjour dans le camp. Le militant sud-coréen des droits de l'homme Shin Dong-hyuk est la seule personne connue à s'être évadée du camp de prisonniers politiques de Kaechon. Il a également rendu compte de son séjour dans le camp.

## Camps de rééducation
Les camps de rééducation pour criminels sont gérés par le ministère de la Sécurité du peuple. Il y a une frontière fine entre les crimes de droit commun et les crimes politiques, car les personnes mal vues par les membres influents du parti sont souvent dénoncées avec de fausses accusations. Elles sont ensuite contraintes à de faux aveux avec une torture brutale dans les centres de détention (Lee Soon-ok, par exemple, a dû s'agenouiller tout en étant arrosé d'eau à des températures glaciales avec d'autres prisonniers, dont six n'ont pas survécu) et sont ensuite condamnées lors d'un bref procès-spectacle à une peine de prison de longue durée.
En Corée du Nord, les crimes politiques sont très variés, du franchissement des frontières à tout trouble à l'ordre politique, et ils sont fortement punis. En raison des conditions de détention épouvantables avec la faim et la torture, de nombreux prisonniers ne survivent pas à leur peine.
Une réfugiée nord-coréenne se souvient d'avoir reçu des coups de pied à plusieurs reprises dans l'estomac par son garde nord-coréen dans le but d'avorter son bébé à naître de 5 mois. Après avoir perdu connaissance pendant les coups, elle s'est réveillée à l'intérieur de la clinique du camp où son bébé a été enlevé de force.
Les camps de rééducation sont de grands ensembles de bâtiments pénitentiaires entourés de hauts murs. La situation des prisonniers est assez similaire à celle des camps de prisonniers politiques. Ils doivent effectuer des travaux forcés dans les usines des prisons et s'ils ne respectent pas les quotas de travail, ils sont torturés et (au moins dans le camp de Kaechon (en)) enfermés pendant plusieurs jours dans des cellules de prison spéciales, qui sont trop petites pour qu'ils puissent se lever ou s'allonger.
À distinguer des camps d'internement pour prisonniers politiques, les prisonniers des camps de rééducation sont obligés de suivre une instruction idéologique après le travail. Ils sont également obligés de mémoriser les discours de Kim Il-sung et Kim Jong-il et doivent même subir des rites d'auto-critiques.
Il existe environ 15 à 25 camps de rééducation en Corée du Nord,.

### Camps
| Camp de rééducation                  | Nom officiel    | Lieu                            | Prisonniers | Observations | Statut             |
| Camp de rééducation de Kaechon (en)  | Kyo-hwa-so N°1  | Kaech'ŏn, Pyongan du Sud        | 6000        | Témoignage de Lee Soon-ok | Ouvert             |
| Camp de rééducation de Tongrim (en)  | Kyo-hwa-so N°2  | Tongrim (en), Pyongan du Nord   | Inconnu     | Est répertorié par le rapport NKDB (en) 2011 et les listes NKDB KINU 2014 et 2016, mais son état de fonctionnement actuellement inconnu.                             | Inconnu            |
| Camp de rééducation de Sinuiju (en)  | Kyo-hwa-so N°3  | Sinŭiju, Pyongan du Nord        | 2500        | Près de la frontière chinoise | Ouvert             |
| Camp de rééducation de Kangdong (en) | Kyo-hwa-so N°4  | Kangdong County (en), Pyongyang | 7000        | À 30 kilomètres de Pyongyang | Ouvert             |
| Camp de rééducation de Sariwon (en)  | Kyo-hwa-so N°6  | Sariwŏn, Hwanghae du Nord       | 4000        | Les traducteurs Ali Lameda et Jacques Sedillot ont été emprisonnés dans ce camp jusqu'à ce qu'Amnesty International intervienne en leur faveur pour leur libération. | Ouvert             |
| Camp de rééducation de Kanggye (en)  | Kyo-hwa-so N°7  | Kanggye, Chagang                | Inconnu     | | Inconnu            |
| Camp de rééducation de Ryongdam (en) | Kyo-hwa-so N°8  | Chonnae (en), Kangwŏn           | 3000        | | Ouvert             |
| Camp de rééducation de Hamhung (en)  | Kyo-hwa-so N°9  | Hamhŭng, Hamgyŏng du Sud        | 500         | Ancienne prison coloniale | Ouvert             |
| Camp de rééducation de Chungsan (en) | Kyo-hwa-so N°11 | Chungsan (en), Pyongan du Sud   | 3300        | De nombreux transfuges rapatriés | Ouvert             |
| Camp de rééducation de Chongori      | Kyo-hwa-so N°12 | Hoeryŏng, Hamgyŏng du Nord      | 2000        | De nombreux transfuges rapatriés | Ouvert             |
| Camp de rééducation d'Oro (en)       | Kyo-hwa-so N°22 | Yonggwang (en), Hamgyŏng du Sud | 6000        | Aurait fermé en 2008 | Probablement fermé |
| Camp de rééducation de Cheonma       | Kyo-hwa-so N°55 | Ch'ŏnma (en), Pyongan du Nord   | Inconnu     | Le camp était apparemment très surpeuplé et la plupart des prisonniers ont été envoyés au camp n°77. Son état de fonctionnement actuel est inconnu.                  | Inconnu            |
| Camp de rééducation de Tanchon (en)  | Kyo-hwa-so N°77 | Tanch'ŏn, Hamgyŏng du Sud       | 6000        | Aurait fermé vers 1997 | Probablement fermé |
| Camp de rééducation de Wonsan (en)   | Kyo-hwa-so N°88 | Wonsan, Kangwŏn                 | Inconnu     | | Ouvert             |
| Camp de rééducation de Hoeryong (en) | Kyo-hwa-so      | Hoeryŏng, Hamgyŏng du Nord      | 1500        | Ce camp a peut-être été nommé par la suite par son emplacement et son nom plus précis, Kyo-hwa-so n° 12, ou il a peut-être été fermé.                                | Inconnu            |
| Camp de rééducation de Sunghori (en) | Kyo-hwa-so N°8  | Pyongyang, Hamgyŏng du Nord     | 2000        | Le camp de concentration d'origine de Sunghori a fermé et a été déplacé vers son emplacement actuel                                                                  | Ouvert             |

Le camp Kwan-li-so n°12 Onsong ferme en 1987, à la suite d'une émeute qui est réprimée au prix d'environ 6 000 prisonniers morts.
Le camp Kyo-hwa-so Sunghori (en) est fermé en 1991 mais est rouvert dans un nouvel emplacement à une date inconnue.

### Récits
La militante sud-coréenne des droits de l'homme Lee Soon-ok publie un livre (Les yeux des animaux sans queue : Mémoires de prison d'une femme nord-coréenne (en)) sur son séjour dans le camp et témoigne par la suite devant le Sénat américain.
L'article du magazine TIME, Sortir des ténèbres, raconte les efforts de Kim Myong-suk pour s'échapper d'une prison nord-coréenne avec l'aide d'une organisation caritative basée en Corée du Sud, Helping Hands Korea.

## Prison "station balnéaire"
En décembre 2016, le South China Morning Post rapporte l'existence d'une prison secrète à Hyanghari,  connue par euphémisme comme une « station balnéaire », où des membres de l'élite politique du pays sont emprisonnés.